# Andrea (Andrea Mirò)
Andrea è un album discografico della cantautrice italiana Andrea Mirò pubblicato nel 2005.

## Tracce
1. Credo
2. La la la
3. Hassiba boulmerka
4. Previsioni del tempo
5. Lili Marlen
6. Una vita migliore
7. La figurante
8. Come la luna
9. Da sola ma non sola
10. L'ultimo uomo
11. Il pasto
12. Heroes